# Ferreira do Alentejo
Ferreira do Alentejo – miejscowość w Portugalii, leżąca w dystrykcie Beja, w regionie Alentejo w podregionie Baixo Alentejo. Miejscowość jest siedzibą gminy o tej samej nazwie.

## Demografia
| Liczba ludności gminy Ferreira do Alentejo (1801–2011) | Liczba ludności gminy Ferreira do Alentejo (1801–2011) | Liczba ludności gminy Ferreira do Alentejo (1801–2011) | Liczba ludności gminy Ferreira do Alentejo (1801–2011) | Liczba ludności gminy Ferreira do Alentejo (1801–2011) | Liczba ludności gminy Ferreira do Alentejo (1801–2011) | Liczba ludności gminy Ferreira do Alentejo (1801–2011) | Liczba ludności gminy Ferreira do Alentejo (1801–2011) | Liczba ludności gminy Ferreira do Alentejo (1801–2011) | Liczba ludności gminy Ferreira do Alentejo (1801–2011) |
| ------------------------------------------------------ | ------------------------------------------------------ | ------------------------------------------------------ | ------------------------------------------------------ | ------------------------------------------------------ | ------------------------------------------------------ | ------------------------------------------------------ | ------------------------------------------------------ | ------------------------------------------------------ | ------------------------------------------------------ |
| 1801                                                   | 1849                                                   | 1900                                                   | 1930                                                   | 1960                                                   | 1981                                                   | 1991                                                   | 2001                                                   | 2004                                                   | 2011                                                   |
| 2089                                                   | 4737                                                   | 8401                                                   | 12 472                                                 | 14 894                                                 | 11 244                                                 | 1 0075                                                 | 9010                                                   | 8505                                                   | 8 255                                                  |

## Sołectwa
Sołectwa gminy Ferreira do Alentejo (ludność wg stanu na 2011 r.):
- Alfundão – 863 osoby
- Canhestros – 444 osoby
- Ferreira do Alentejo – 4696 osób
- Figueira dos Cavaleiros – 1346 osób
- Odivelas – 542 osoby
- Peroguarda – 364 osoby